# Kollagen-Typ 4α6
Kollagen Typ IV, alpha 6, auch bekannt als Alpha-6-Typ-IV-Kollagen, ist ein netzbildendes Kollagen, das im menschlichen Organismus vom Gen COL4A6 codiert wird. Typ-IV-Kollagen-Proteine sind integrale Bestandteile der Basalmembran, genauer der Lamina densa. 

## Geschichte
Im Jahr 1994 konnten Oohashi et al. durch In-situ-Hybridisierung das COL4A6-Gen dem Genlocus Xq22 zuordnen.

## Funktion
Typ IV Kollagene sind hauptsächliche Bestandteile der glomerulären Basalmembran (GBM). Dabei bilden sie Maschendraht-Netzwerke (engl. chicken-wire meshworks) zusammen mit Laminine, Proteoglykane und Entactin/Nidogen.

## Genstruktur
Das COL4A6-Gen umfasst 425 kb und beinhaltet 46 Exons. COL4A6 befindet sich auf dem langen Chromosomenarm (q-Arm) auf der Chromosomenbande Xq22.3 des Chromosoms X.

## Proteinstruktur
Alpha-Ketten von Typ-IV-Kollagen besitzen eine nicht-kollagene Domäne (NC1) am C-Terminus. Häufige Unterbrechungen durch die Wiederholung der Sequenz G-X-Y in der zentralen dreifachhelikalen Region wird durch die Flexibilität in der Tripelhelix verursacht. Außerdem besitzt es eine N-terminale dreifachhelikale 7S-Domäne.

## Erkrankungen
Deletionen am Alpha-6-Typ-IV-Gen führen zu einem diffusen Leiomyom, begleitet mit einem X-chromosomalen Alport-Syndrom.